# Matope
Matope ist ein archäologischer Fundplatz an einem Nebenfluss des Gorongosa nördlich des Save in der Provinz Sofala, Bezirk Machanga in Mosambik. Die Funde von Häuserresten, Knochen von Haustieren, Mahlsteinen, Glasperlen und Kaurischnecken werden der eisenzeitlichen Nkope-Kultur 300 bis 1000 zugeordnet und dem Munhumutapa-Reich. Es gibt zurzeit keinen online gestellten Bericht.
Der archäologische Fundplatz Matope ist nicht identisch mit den heutigen Orten Matope in den Provinzen Zambesia (Koordinate: 17° 14' 57" S, 37° 34' 19" O), Niassa (Koordinate: 11° 40' S, 38° 06' O) oder Manica (Koordinaten: 20° 22' 47 S, 33° 21' 28 O).
Matope ist ein Wort aus dem Suahili und bedeutet Matsch.